# Orphilus kabakovi
Orphilus kabakovi – gatunek chrząszcza z rodziny skórnikowatych i podrodziny Orphilinae.
Gatunek ten opisany został w 2014 roku przez Jiříego Hávę i Marcina Kadeja. Epitet gatunkowy nadano na cześć Olega Kabakowa, który odłowił materiał typowy.
Chrząszcz o prawie jajowatym ciele długości od 3,7 do 4,1 mm, ubarwionym jednolicie czarno. Głowa z dużymi oczami złożonymi, wyraźnym przyoczkiem środkowym i 11-członowymi, brązowymi czułkami. Boczne brzegi wypukłego przedplecza widoczne są w widoku od góry. Brązowawo owłosione pokrywy mają równoległe boki i wyraźne guzy barkowe. Punktowanie czoła i przedplecza jest delikatne, a pokryw gęste. Paramery samca są U-kształtne, o spiczastych, lekko zwężonych i niezakrzywionych wierzchołkach. Jego prącie jest w widoku bocznym wyraźnie zakrzywione w części nasadowej, a widoku od przodu proste.
Owad palearktyczny, znany z afganistańskiej prowincji Nurestan, z wysokości 1500–2700 m n.p.m..